# Селача (комуна)
Селача (рум. Sălacea) — комуна у повіті Біхор в Румунії. До складу комуни входять такі села (дані про населення за 2002 рік):
- Отомань (790 осіб)
- Селача (2391 особа) — адміністративний центр комуни

Комуна розташована на відстані 445 км на північний захід від Бухареста, 51 км на північний схід від Ораді, 123 км на північний захід від Клуж-Напоки.

## Населення
За даними перепису населення 2002 року у комуні проживала 3181 особа.
Національний склад населення комуни:
| Національність | Кількість осіб | Відсоток |
| -------------- | -------------- | -------- |
| угорці         | 2980           | 93,7%    |
| цигани         | 157            | 4,9%     |
| румуни         | 43             | 1,4%     |
| німці          | 1              | < 0,1%   |

Рідною мовою назвали:
| Мова      | Кількість осіб | Відсоток |
| --------- | -------------- | -------- |
| угорська  | 3141           | 98,7%    |
| румунська | 40             | 1,3%     |

Склад населення комуни за віросповіданням:
| Релігія        | Кількість осіб | Відсоток |
| -------------- | -------------- | -------- |
| реформати      | 1897           | 59,6%    |
| римо-католики  | 1186           | 37,3%    |
| баптисти       | 29             | 0,9%     |
| православні    | 28             | 0,9%     |
| греко-католики | 11             | 0,3%     |
| бретрени       | 4              | 0,1%     |
| унітарії       | 3              | 0,1%     |